# التعددية الثقافية والإسلام
التعددية الثقافية والإسلام تعتبر العلاقة بينهما جانب هام في النقاش العام حول سلامة مذهب التعددية الثقافية الحديث.

## مناقشة قضايا التعددية الثقافية المحيطة

### رد فعل السياسات متعددة الثقافات
في مقال في مجلة هدسون ريفيو كتب بروس باور، حول ما يراه من نفور البلاد النامية من هذه الفكرة ومن سياسات التعددية الثقافية في أوروبا خاصة بعد ما ذكر آنفًا في هولندا والدنمارك والمملكة المتحدة والنرويج والسويد وأستراليا وألمانيا. والاعتقاد بأن التعددية الثقافية تدفع للاحتكاك داخل المجتمع هو الذي يدفع لرد الفعل هذا.

### عدم التوافق مع المجتمع العلماني
تأثر عدم التوافق مع المجتمع العلماني باتخاذ موقف ضد التعددية الثقافية التي ينادي بها الفلاسفة المحدثون والمرتبطون ارتباطًا وثيقًا بتراث الفلاسفة الجدد. ودار جدل عنيف حول هذا الموضوع مع المؤيدين مثل باسكال بروكنر، وبول كليتيور حيث أدارا نقاشًا دوليًا ساخنًا.
وأظهر استطلاع للرأي بين الجيل الأول والثاني للمهاجرين المسلمين في بريطانيا أن 31٪ يعتقدون أنه ينبغي تحريم الردة وأن تكون عقوبتها الإعدام

### تقديم الشريعة الإسلامية في الدول الغربية
في كندا أصبح تقديم الشريعة في محاكم الأسرة قضية مستمرة وتلقت الكثير من الاهتمام الإعلامي. وفي لندن بـالمملكة المتحدة يوجد تمييز على أساس ديني أكثر منه على أساس عرقي. 25% من سكان لندن البالغ عددهم سبعة ملايين نسمة يعيشون في أحياء منفصلة على أساس ديني.

### الشكوك التي تحيط بالمسلمين
أظهر استطلاع أن 18% من البريطانيين يعتقدون أن «جزء كبير من المسلمين البريطانيين لا يشعرون بالانتماء لهذا البلد وأنهم على استعداد للتغاضي عن العمليات الإرهابية أو حتى تنفيذها». وأظهر استطلاع أجرته تي إن إس/جلوبال أن 79٪ من البريطانيين يشعرون «لا أشعر بالراحة عند العيش بجوار شخص مسلم». كما لوحظ وجود توتر في بريطانيا بين المجتمعات المسلمة القائمة والمهاجرين الجدد من أوروبا الشرقية. وبين استطلاع كبير لاتجاه المراهقين في فلاندرز أن 75% يرفضون أن تكون لهم علاقة بشخص أسود أو مسلم أو مهاجر. ويود نصف من شاركوا بالاستطلاع لو توقفت الهجرة، وقال 41% منهم أنهم لا يثقون بأي شخص له خلفية عرقية مختلفة.
ووجه انتقاد لوزراء الحكومة البريطانية في أكتوبر من عام 2006 لأنهم ساعدوا في «إطلاق رد فعل معادٍ للإسلام» في المملكة المتحدة بإلقاء اللوم على المجتمع المسلم في قضايا الاندماج على الرغم من أن دراسة أجريت بتكليف من وزارة الداخلية حول الشباب البيض المسلمون من أصول آسيوية بينت أن «غالبية الشباب البيض يعتقدون أنهم متفوقون على الأجناس الأخرى وأن اتجاهاتهم تعد عراقيل في وجه الاندماج أكثر من توجهات الشباب المسلم». كما وجد استطلاع آخر أجري في مايو 2009 في جميع أرجاء أوروبا قامت به منظمة غالوب أن المجتمعات الإسلامية في بريطانيا وألمانيا وفرنسا أكثر وطنية لهذه البلاد مقارنة بعموم السكان ككل، بينما كانت نتائج استطلاع آخر أن المسلمين يدعمون الدور المسيحي في الحياة البريطانية أكثر من دعم المسيحيين أنفسهم.

## وصلات خارجية
- Watch the two-part National Film Board of Canada documentary Sharia in Canada, part 1 and Sharia in Canada, part 2